# Гура (Люблінське воєводство)
Гура (пол. Góra) — село в Польщі, у гміні Войцехув Люблінського повіту Люблінського воєводства.
Населення — 145 осіб (2011).

## Демографія
Демографічна структура станом на 31 березня 2011 року:
|          | Загалом | Допрацездатний вік | Працездатний вік | Постпрацездатний вік |
| -------- | ------- | ------------------ | ---------------- | -------------------- |
| Чоловіки | 72      | 26                 | 42               | 4                    |
| Жінки    | 73      | 16                 | 41               | 16                   |
| Разом    | 145     | 42                 | 83               | 20                   |